# 向寵
向 寵（しょう ちょう）は、中国三国時代の蜀漢の武将。荊州襄陽郡宜城県の人。弟は向充。

## 生涯
『三国志』蜀書に叔父の向朗の伝があり、向寵の伝もそこに付される。劉備の時代に牙門将となった。章武2年（222年）、夷陵の戦いで蜀漢は大敗を喫するが、向寵の陣営だけは守備を全うした。
劉禅の時代に当たる建興元年（223年）、都亭侯に封じられる。後に中部督となり、近衛兵を指揮した。
建興5年（227年）、諸葛亮は北伐に先立って出師表を上奏したが、その中で向寵を「先帝（劉備）からも有能と称賛された」人物であるとし、「営中（軍事）のことは全て彼に諮問されれば必ずや協調を得られるでしょう」と推薦した。
中領軍に昇進した後の延熙3年（240年）、漢嘉郡の異民族を討伐した際に、殺害された。

### 三国志演義
羅貫中の小説『三国志演義』では第91回で名前のみ挙がり、正史同様に出師表の中で推薦され、宮廷を守る大将となる。